# The Front Line (film uit 2006)
The Front Line is een Ierse film uit 2006.

## Inhoud
Als de gezinsleden van een Congolese asielzoeker door een criminele bende zijn ontvoerd wordt hij gedwongen met de bende mee te werken aan een inbraak in de bank waar hij als beveiliger werkt.